# M3 (同人)
M3（エムスリー）とは、日本の同人イベントの1つである。製作者が音に関連した創作物をCDやDVDなどの媒体に記録し、その作品を自ら販売する音系即売会を代表する存在となっている。「M3」とは「Music Media-Mix Market」の略。創作音楽のみならず、カバー音楽や二次創作作品・ドラマ・ムービー・ゲームなどの幅広いジャンルを扱い、楽器や歌唱・MIDI音源・コラージュといった多様な表現技法が散見される。参加者は毎回約1万人程度となっており、2014年に実施された第34回における参加サークル数は1200を超えた。

## 開催内容
プロ・アマチュアを問わず、製作者が音を用いて表現した同人創作物を主に扱い、MIDI音源を使用した作品・生演奏を収録したバンドCD・ボーカロイド関連作品などもジャンルに含まれる。頒布する媒体についても、音楽やデータを吹き込んだCDに限らず、ディスク表面にレーベルをプリントしていない白盤や、映像や写真を収録したDVD、ブックレットや写真集など、多様な形態での販売が行われる。同人音楽としてリリースされる作品は、このイベントでの出展を目指して制作されることが多い。同様の音系即売会としては、ボーカロイド関連の「THE VOC@LOiD M@STER」、同人ゲームシリーズ『東方Project』の二次創作を扱う「博麗神社例大祭」などが挙げられる。
参加者は公式パンフレットを購入したのち、開催会場に入場することができる。パンフレットは書店やアニメ・同人グッズ関連を取り扱う販売店のほか、当日の販売窓口でも購入でき、参加者はそのパンフレットを参照しながら会場内を移動し、目当ての作品を買い求める。参加サークルについての情報はWEB上でも参照可能で、開催される数週間前に公式サイトで参加サークルリストが掲示され、サークルのメインサイトおよびTwitterアカウントが併記される。そのほか有志による独自のサークル検索サイトなども存在している。
運営スタッフはボランティアによって招集され、ボランティアが主体となってイベントが開催されている。運営側は製作者と一般参加者（購入者）が直接交流できる余裕のある場を目指しており、制限付きでのサインや握手といった触れあいも認めている。
コスプレについては現在、会場側からの要請のため一般参加者は一切禁止、サークル参加者も自身のサークルスペース内および準備会の許可を得た企画内でのみ可能となっている。

## 歴史
同人誌即売会である「コミックマーケット」にて、音楽ジャンルでのサークル参加者が集い、音楽を中心とした即売会を自ら作り上げるため準備会を発足したことに始まる。1998年3月21日に第1回が開催され、以降は毎年春（4月下旬 - 5月上旬）と秋（10月頃）の2回開催されている。イベント名は「M3-99春」、「M3-2002秋」のように呼称する。2008年には開催10周年を記念し、東京以外では初めてとなる「M3-大阪」が3月9日に催された。

## 反響

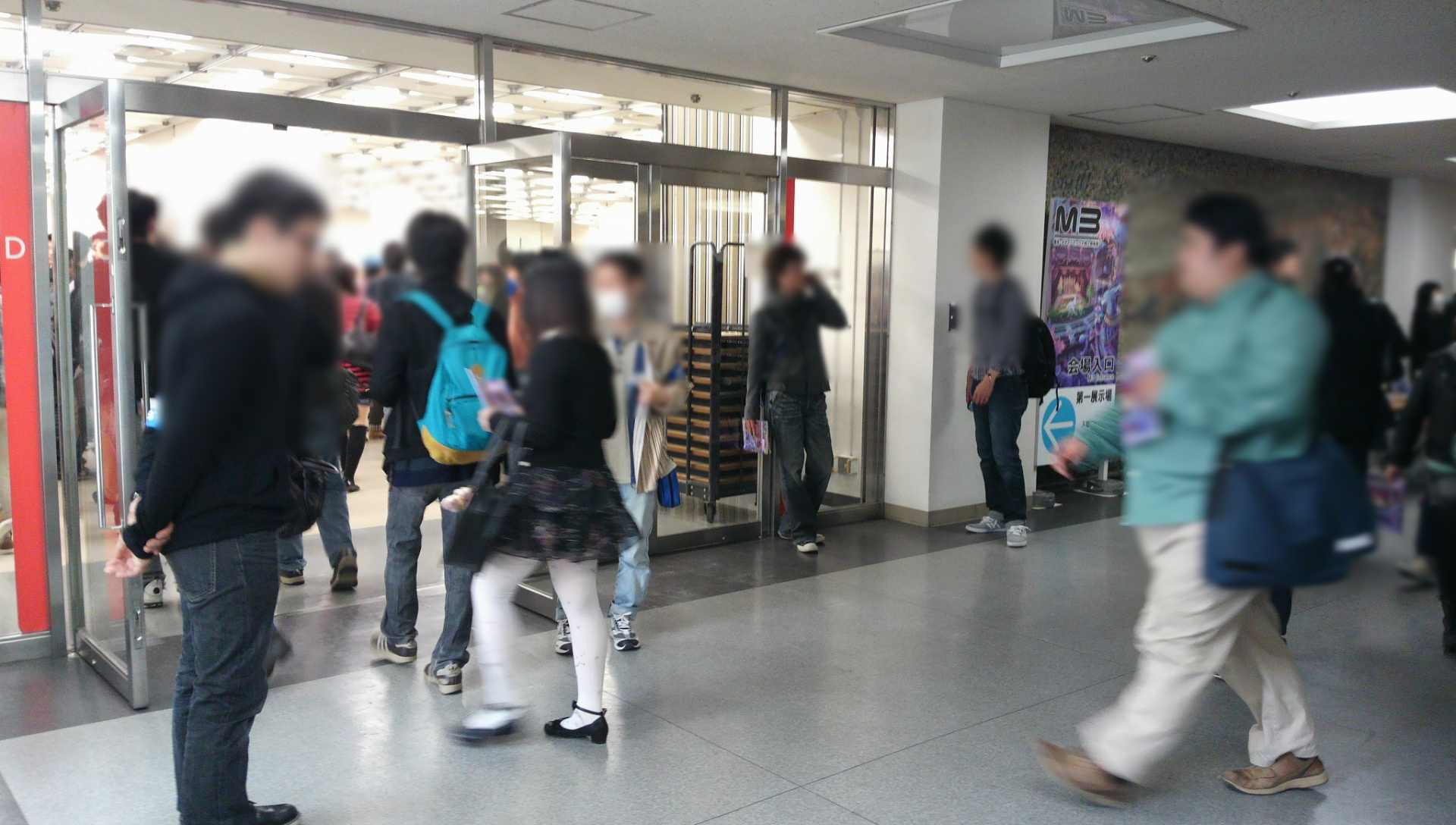
「M3-2013春」が開催された、東京流通センター第一展示場2階の入口付近の様子。

2015年に発行された『オトカルチャー 002』（ネコ・パブリッシング出版）によると、まず販売媒体としてのCDに言及し、多種多様なCDを買い求め約1万人が参加するM3を踏まえ、「『CDが売れないと言われて久しいメジャー音楽シーンとは何なのか？』という素朴な疑問すら胸に浮かんでくる」とした。さらにM3におけるサークル参加者と一般参加者を「生産者と消費者という関係ではなく、同じイベントに違う立場で参加する仲間」と表現し、直接交流できる場であるからこそ「原始的な音楽シーンの熱量を体感でき」、「その熱こそが10年以上に渡って途切れることなく『M3』に集まるクリエイティビティの根源といえるだろう」と結んだ。

## 開催施設
（出典：）

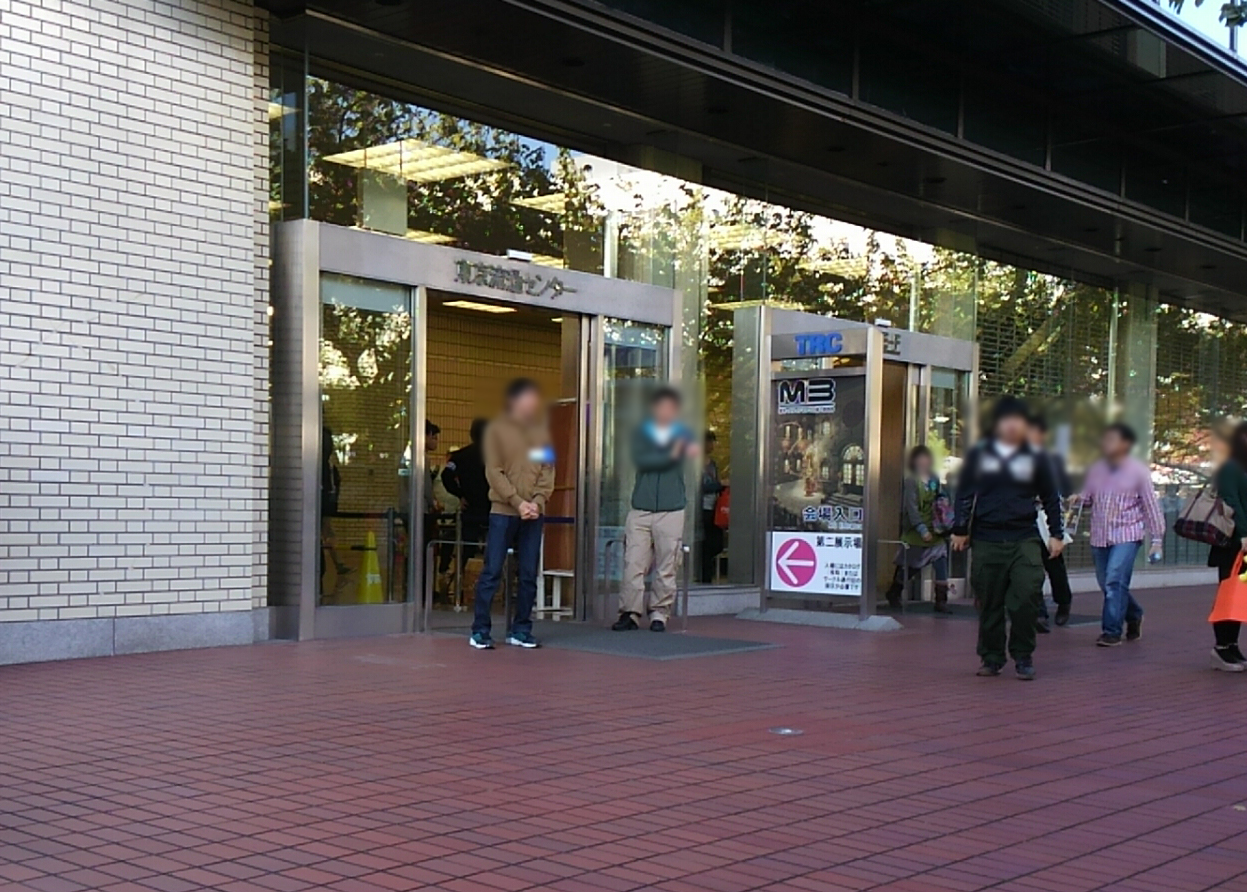
「M3-2013秋」が開催された、東京流通センター第二展示場入口付近の様子。

- 東京文具共和会館（東京都台東区） - 第1・3・7回
- 東京流通センター（東京都大田区） - 第2・6・25 - 34回
- 東京卸商センター（東京都台東区） - 第4 - 5・8 - 10回
- 大田区産業プラザ（東京都大田区） - 第11 - 23回
- 大さん橋ホール（横浜市中区） - 第24回
- グランキューブ大阪（大阪市北区） - M3-大阪